# ジョニー・ゴンサレス
ジョニー・ゴンサレス（Jhonny González、1981年9月15日 - ）は、メキシコのプロボクサー。イダルゴ州パチューカ出身。元WBO世界バンタム級王者。元WBC世界フェザー級王者。
妻は女子プロレスラーのセクシー・スター。

## 人物
2011年4月8日に行われた長谷川穂積との試合の1か月前に東北地方太平洋沖地震が起こったが、3月23日には「スポーツ報知」が、「長谷川と戦って日本の人達を元気づけたい。いつものように試合を行えば『日本は大丈夫』という正しいメッセージが世界に伝わるだろう」というゴンサレスの言葉を伝えていた。この発言は試合をプロモートした本田明彦（帝拳プロモーション）によって公表されたものだが、同じエピソードはESPN.comでも紹介されており、そちらには、「私は豚インフルエンザがメキシコを完全に荒廃させていた時、西岡利晃が防衛戦のためにメキシコを訪れ、私と戦ったことを決して忘れないだろう。私も同じようにモチベーションと誇りをもって戦う」といった言葉も掲載されている。
この年のWBC年間賞でゴンサレスは、Exemplary Boxer of the Year（模範的なチャンピオン）として選出された。WBCはこの授賞について、「（ジョニー・ゴンサレスは）リングの内外において模範的なマナーでボクシングを表現する、謙虚で礼儀正しくひたむきな格別のチャンピオン」と説明している。

## 来歴

### バンタム級
アマチュア戦績164勝14敗を引っ提げ、1999年8月14日にプロデビューするも4回判定負け。続く11月6日の2戦目も4回判定負け。
プロ初勝利を収めたのは2000年1月29日の3戦目（4回判定）。その後12連勝を果たしその内11がKO勝利というハードパンチャー振りを発揮した。
2001年10月26日、16戦目で自身初タイトルに挑戦、 アブロー・ソワーとNABF北米バンタム級決定戦に出場し10回TKO勝ちを収め王座を獲得した。
2002年2月8日、リカルド・バルガスとノンタイトル戦を行い、10回判定負けを喫した。約2ヵ月後の4月7日、NABF王座の初防衛戦の相手としてバルガスと再戦を行うも7回負傷判定負けで同じ相手に2連敗する結果となりNABF王座からも陥落した。
2002年12月14日、フランシスコ・マテオスとWBCアメリカ大陸バンタム級王座決定戦を行い初回KO勝ちで王座獲得に成功した。
2003年6月13日、ラモン・レイテとメキシコバンタム級王座決定戦を行い4回TKO勝利で王座奪取に成功すると、同年10月10日に防衛を行い初回KO勝ちで初防衛に成功した。
2004年2月27日、モイゼス・サムディオを5回TKO勝ちを収め、アメリカ大陸王座の初防衛に成功した。
2004年3月25日、ロジャー・ゴンザレスとノンタイトル10回戦を行い、6回TKO勝利した。 
2004年5月13日、フェルナンド・モンティエルの兄アレハンドロ・モンティエルとNABO北米バンタム級王座決定戦を行い、6回TKO勝利で王座を獲得した。
2004年11月18日、ガブリエル・エリゾンドと対戦し、2回TKO勝利で初防衛に成功したと同時にエリゾンドに初黒星を付けた。
2005年2月17日、元世界2階級制覇王者のアドニス・リバスとアメリカ大陸バンタム級王座決定戦とWBC世界バンタム級挑戦者決定戦を兼ねて対戦し、大差判定で勝利し、アメリカ大陸王座の再獲得とウィラポン・ナコンルアンプロモーションへの挑戦権を手に入れた。 
2005年9月1日、ウィリアム・ゴンザレスと対戦し、3回KO勝ちを収め2度目の防衛に成功した。 
2005年10月29日、35戦目で世界初挑戦。WBO世界バンタム級王者ラタナチャイ・ソーウォラピンと対戦し、3回に2度6回に1度の計3度のダウンを奪い7回TKO勝ちで王座獲得に成功した。
2006年2月25日、ラスベガスのマンダレイベイ・イベントセンターで、元世界2階級制覇王者マーク・ジョンソンとノンタイトルで対戦し、4回と8回にダウンを奪いKO勝ちを収めジョンソンに引導を渡した。
2006年5月27日、WBO世界スーパーフライ級王者フェルナンド・モンティエルを12回2-1（118-111､116-112､113-115）の判定勝ちを収め初防衛に成功した。
2006年9月16日、ラスベガスのMGMグランド・ガーデン・アリーナで、王座を保持したままWBC世界スーパーバンタム級王者イスラエル・バスケスと対戦し、ダウン応酬の大激戦の末、10回TKO負け。2階級制覇とはならなかった。
2007年3月30日、元IBF世界フライ級王者イレーネ・パチェコと対戦し、9回TKO勝ちを収め、2度目の防衛に成功した。
2007年8月11日、元WBC世界スーパーフライ級王者ジェリー・ペニャロサと対戦し、7回TKO負けを喫し3度目の防衛に失敗、王座から陥落した。

### スーパーバンタム級
2009年5月23日、モンテレイのモンテレー・アリーナでWBC世界スーパーバンタム級王者西岡利晃（帝拳）と対戦し、初回にダウンを奪うも、3回に王者の左ストレートでダウンを奪い返されそのままTKO負け。またしても2階級制覇を阻まれた。

### フェザー級
その後フェザー級に転向。また、トレーナーに名伯楽イグナシオ・ベリスタインを雇った。
2009年12月16日、地元メキシコシティにてマーロン・アギラルと対戦し、4回TKO勝ちを収めた。 
2010年5月15日、ジャン・ハビエル・ソテロを倒しFECARBOXフェザー級王座を獲得した。7月24日にはアリスティデス・ペレスを2回TKOで倒し初防衛に成功した。
2010年9月15日、IBO世界フェザー級王者のジャクソン・アシクを6回TKO勝ちを収め王座を獲得した。フェザー級転向後、2010年11月までに7連続KO勝利を収めた。
2011年4月8日、神戸・ワールド記念ホールにてWBC世界フェザー級王者長谷川穂積（真正）と対戦し、4回に右フックでTKO勝ちを収めて王座獲得に成功し、2階級制覇を達成した。
2011年7月9日、アトランティックシティのボードウォーク・ホールで、WBC世界フェザー級14位トマス・ビジャと対戦し、ボディショットで悶絶させ4回49秒TKO勝ちで初防衛に成功した。
2011年9月15日、テキサス州エルパソでWBC世界フェザー級14位ロジャース・ムタグワと対戦し、2回2分15秒TKO勝ちで2度目の防衛に成功した。
2011年12月3日、メキシコシティでWBC世界フェザー級10位ロイネット・カバジェロと対戦し、左ロングフックのボディショットがさく裂し2回KO勝ちを収め3度目の防衛に成功した。
2012年4月28日、カンクンで行われたWBC世界フェザー級休養王者エリオ・ロハスと団体内王座統一戦を行い、12回3-0（117-111、116-110、116-112）の判定勝ちを収め4度目の防衛に成功した。
2012年9月15日、MGMグランド・ガーデンアリーナで、WBC世界フェザー級6位で元WBO世界スーパーバンタム級王者ダニエル・ポンセ・デ・レオンと対戦し、8回負傷判定負け（74-77、2者が72-79）で5度目の防衛に失敗し王座から陥落した。
2013年4月27日、メキシコシティのアレナ・メヒコで片桐秋彦（川崎新田）と対戦し、4回TKO勝ちでWBCインターナショナルフェザー級王座を獲得した。
2013年8月24日、カリフォルニア州ロサンゼルス郡カーソンの スタブハブ・センター・テニスコートでWBC世界フェザー級王者アブネル・マレスと対戦。かつてはゴンサレスのスパーリングパートナーだったマレスが圧倒的有利との下馬評だったが、それを覆して、1回にいきなり左ロングフックでマレスからキャリア初ダウンを奪い、最後は連打をまとめてダウンを奪い、レフェリーがカウントを途中で止めて1回2分55秒KO勝ちを収め王座返り咲きに成功した。
2014年2月15日、ステイプルズ・センターで前王者アブネル・マレスとダイレクトリマッチを行う予定だったがマレスがスパーリング中に肋骨を痛め試合が延期となった。
2014年5月24日、アカプルコのコンベンション・センターでWBC世界フェザー級12位のクリブ・アトウェルと対戦。2回にバンティングでゴンザレスが左目をカットし、この傷が原因で10回に試合続行が不可能となり3-0（99-89、96-92、98-90）の10回負傷判定勝ちで王座返り咲き後初防衛に成功した。
2014年10月4日、シナロア州ロスモチスにて元世界5階級制覇王者でWBC世界フェザー級10位のホルヘ・アルセと対戦。3回、5回、9回とダウンを奪い圧倒、最後はアルセが距離を取って逃げ回ったところでレフェリーが戦意喪失とみなし試合をストップ、11回TKO勝利で2度目の防衛に成功した。
2014年12月17日、2年以上指名戦を回避し続けたことでゴンサレスにWBCは、まず翌年1月26日に行われるロッキー・ファレス対ロビンソン・カステヤノスの勝者と対戦した後、マービン・ソンソナ対ジェイソン・ベレスの勝者と対戦するよう2試合連続の指名戦を義務付けた。
2015年3月27日、ゴールデンボーイ・プロモーションズから契約違反で訴訟を起こされた。
2015年3月28日、ラスベガスのパームス内ザ・パールでWBC世界フェザー級7位のゲーリー・ラッセル・ジュニアと対戦し、4回37秒TKO負けを喫し3度目の防衛に失敗、王座から陥落した。なおゴンザレスはプロレスの試合中にリング禍で亡くなったペロ・アグアヨ・ジュニアの追悼試合として臨み、ペロ・アグアヨ・ジュニアの対戦相手だったレイ・ミステリオ・ジュニアを伴って入場した。試合後に、7年間コンビを組んできたトレーナーのイグナシオ・ベリスタインと別れ、デビューから西岡戦までコンビを組んだ父親のミゲル・アンヘル・ゴンザレスとコンビを再結成した。

### スーパーフェザー級
2015年8月1日、モレリアのオーディトリオ・デル・ビセンテナリオにて橋本和樹（真正）とWBC世界スーパーフェザー級シルバー王座決定戦を行い、2回TKO勝ちを収め王座獲得に成功した。
2015年9月12日、MGMグランド・ガーデン・アリーナにてフロイド・メイウェザー・ジュニアVSアンドレ・ベルトの前座でジョナサン・オケンドとスーパーフェザー級契約戦を行い、10回0-2（90-98、93-95、94-94）の判定負けを喫した。
2015年12月5日、メキシコ・ロスモチスにてWBCインターナショナルスーパーフェザー級シルバー王座決定戦でハリケーン風太と対戦し、12回3-0（119-111×2、119-112）で勝利した。
2016年9月24日、メキシコ・カンクンのアレナ・オアシスで山元浩嗣と対戦し、初回2分59秒KO勝ちを収めた。
2017年10月6日、WBCがWBC世界スーパーフェザー級挑戦者決定戦でWBC世界スーパーフェザー級2位のフランシスコ・バルガスと3位のゴンサレスで対戦するよう指令した。
2022年12月3日、韓国仁川市にて赤穂亮対ジョンリル・カシメロの前座で、元WBOアジア太平洋スーパーフェザー級王者の 渡邉卓也と対戦するが、10回0-2（93-97、94-96、95-95）の判定負けを喫した。

## 戦績
- アマチュアボクシング: 178戦164勝14敗
- プロボクシング: 82戦69勝（56KO）12敗1分

## 獲得タイトル
- アマチュアボクシング
  - ナショナル王座3度
  - パンナム大会3位
  - 2000年度メキシコ新人賞受賞

- プロボクシング
  - NABF北米バンタム級王座
  - WBCアメリカ大陸バンタム級王座
  - メキシコバンタム級王座
  - NABO北米バンタム級王座
  - WBO世界バンタム級王座（防衛2）
  - FECARBOXフェザー級王座
  - IBO世界フェザー級王座
  - WBC世界フェザー級王座（防衛4）
  - WBCインターナショナルフェザー級王座
  - WBC世界フェザー級王座（防衛2）
  - WBCインターナショナルスーパーフェザー級シルバー王座
  - WBCラテンアメリカスーパーフェザー級王座